# Oskar Weggel
Oskar Weggel (* 18. September 1935 in Pfarrkirchen) ist ein deutscher Asienexperte.
Weggel veröffentlichte im Rahmen seiner langjährigen Tätigkeit im Institut für Asienkunde in Hamburg zahlreiche Bücher zu chinesischen und taiwanischen Themen. Außerdem war er als Fachkommentator in Rundfunk und Fernsehen sowie als Berater für die deutsche Bundesregierung tätig.

## Biografie
Oskar Weggel studierte neben Rechtswissenschaften auch Sinologie und arbeitete am Institut für Asienkunde als Referent mit Forschungsschwerpunkt Volksrepublik China und Indochina.
Sein erstes und zweites juristisches Staatsexamen absolvierte Weggel in München. Außerdem studierte er modernes Chinesisch in Bonn und in Taipeh.
Er ist Vorstandsmitglied der Deutschen Gesellschaft für Asienkunde und war lange Jahre Referent am Institut für Asienkunde (heute: GIGA), wo er seit seiner Pensionierung im Jahr 2000 als freier Mitarbeiter wirkt.
Insgesamt veröffentlichte Weggel 28 Bücher und rund 700 Aufsätze zu asienbezogenen Themen.

## Veröffentlichungen
- Die Außenpolitik der VR China. Kohlhammer, Stuttgart 1977, ISBN 978-31-70-02695-7.
- Chinesische Rechtsgeschichte, 1980, ISBN 978-90-04-06234-4.
- China. Verlag C. H. Beck, München 1981, ISBN 3-406-06039-0.
- Geschichte Chinas im 20. Jahrhundert (= Kröners Taschenausgabe. Band 414). Kröner, Stuttgart 1989, ISBN 3-520-41401-5.
- Die Asiaten. Verlag C. H. Beck, München 1989, ISBN 3-406-33655-8.
- Geschichte Taiwans. Vom 17. Jahrhundert bis heute. Edition global, München 2007, ISBN 3-922-66708-2.
- Das Auslandschinesentum. Wirtschaftsmotor und Inspirationsquelle. Institut für Asienkunde, Hamburg 1999, ISBN 3-889-10222-0 (Mitteilungen des Instituts für Asienkunde, Hamburg 311).